# Xanthostigma xanthostigma
Xanthostigma xanthostigma är en halssländeart som först beskrevs av Theodor Emil Schummel 1832.  Xanthostigma xanthostigma ingår i släktet Xanthostigma och familjen ormhalssländor. Arten är reproducerande i Sverige. Inga underarter finns listade i Catalogue of Life.

## Bildgalleri

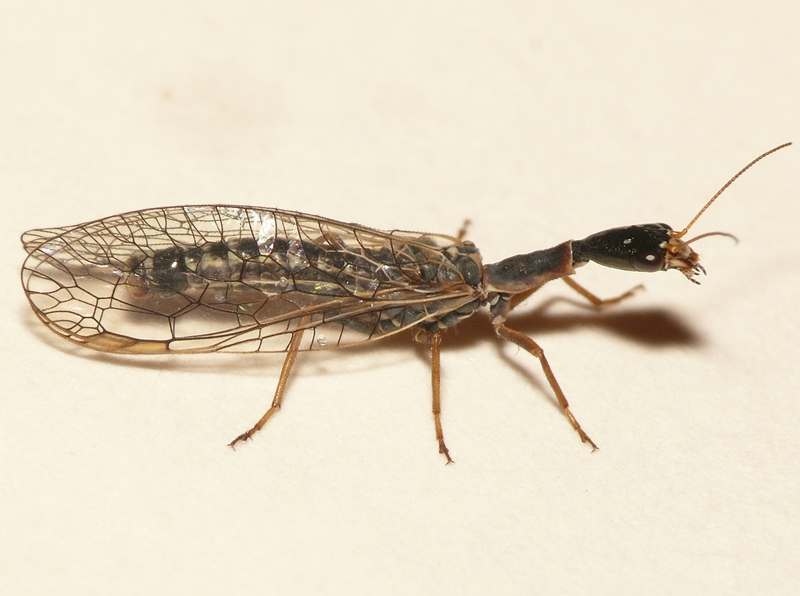